# سیلاس دین
سیلاس دین (Silas Deane)‏ (۴ ژانویه ۱۷۳۸ [سبک قدیم گاه‌شماری، ۲۴ دسامبر ۱۷۳۷] - ۲۳ سپتامبر ۱۷۸۹)، یکی از پدران بنیان‌گذاران، تاجر، سیاستمدار، دیپلمات و از حامیان استقلال آمریکا بود. دین به عنوان نماینده در کنگره قاره‌ای فعالیت داشت و در آنجا اساس‌نامه قاره‌ای را امضاء کرد و سپس اولین دیپلمات خارجی ایالات متحده در فرانسه شد.
در اواخر جنگ انقلاب آمریکا، کنگره دین را به فساد مالی متهم کرد و انگلیسی‌ها از طریق جاسوسی نامه‌هایی را منتشر کردند که در آنها دین تلویحاً گفته بود که انقلاب آمریکا نا امیدکننده است. پس از جنگ، دین در خنت و لندن زندگی می‌کرد و تحت شرایطی مرموز و در حالی که می‌کوشید به آمریکا بازگردد، درگذشت.

## اوایل زندگی و خانواده
دین در ۴ ژانویه ۱۷۳۸ [سبک قدیم گاه‌شماری ۲۴ دسامبر ۱۷۳۷] در گروتن، کنتیکت به دنیا آمد. پدرش سیلاس دین آهنگر بود و مادرش هانا بارکر نام داشت. سیلاس جوان‌تر موفق شد تا بورسیه کامل تحصیل در دانشگاه ییل را به دست آورد و در سال ۱۷۵۸ فارغ‌التحصیل شد. در آوریل ۱۷۵۹، به عنوان معلم ادوارد بنکرافت جوان در هارتفورد، کنتیکت استخدام شد. در سال ۱۷۶۱، دین وارد عرصه وکالت شد و برای مدت کوتاهی در خارج از هارتفورد وکالت کرد و سپس به وترزفیلد، کنتیکت نقل مکان کرد و تجارتی پُر رونق را به عنوان یک تاجر شروع‌کرد.
دین دو بار و هر بار با بیوه‌های ثروتمند اهل وترزفیلد ازدواج کرد. در سال ۱۷۶۳، پس از این که به مهیتابل (نات) وب کمک کرد تا دارایی‌های شوهر اولش را تسویه کند، با او ازدواج کرد. آنها یک پسر به نام جسی داشتند که در سال ۱۷۶۴ به‌دنیا آمد. مهیتابل در سال ۱۷۶۷ درگذشت. در سال ۱۷۷۰، دین با الیزابت (سالتونستال) اواردز، نوه قومندان کنتیکت، گوردون سالتونستال از خانواده سالتونستال اهل ماساچوست ازدواج کرد. الیزابت در سال ۱۷۷۷ در حالی که سیلاس در فرانسه بود، از دنیا رفت.

## کنگره قاره‌ای
در سال ۱۷۶۸، دین به مجلس نمایندگان کنتیکت راه یافت؛ در سال ۱۷۶۹، وارد کمیته مکاتبات وترزفیلد شد و از سال ۱۷۷۴ تا ۱۷۷۶ به عنوان نماینده کنتیکت در کنگره قاره‌ای فعالیت‌کرد.
زمانی که دین عضو کنگره بود، از نفوذ خود استفاده کرد تا در ارتش قاره‌ای برای پسرخوانده‌اش ساموئل ب. وب که او را تا فیلادلفیا همراهی کرده بود، حکم مأموریت بگیرد. دین در کار کمیته کنگره بهتر بود و به سازماندهی عملیات حمله به فورت تیکوندروگا و تأسیس نیروی دریایی ایالات متحده کمک‌کرد.
اختلافی میان دین و راجر شرمن، دیگر نماینده کنتیکت، بر سر انتصاب ایزرائیل پاتنم به عنوان سرلشکر تحت فرمان جرج واشینگتن به وجود آمد. این اختلاف باعث شد تا قانون‌گذار کنتیکت به جای دین نماینده کنگره شود؛ اما دین به جای بازگشت به کنتیکت، برای کمک به کنگره در فیلادلفیا ماند.

## فرانسه
در ۲ مارس ۱۷۷۶، کنگره دین را به عنوان نماینده مخفی در فرانسه منصوب کرد و مأموریت داشت تا دولت فرانسه را تشویق کند که به مستعمرات کمک مالی اعطا کند. او به محض ورود به پاریس، با کنت ورجنس، وزیر امور خارجه فرانسه شروع به مذاکره کرد. دین با کمک پیر بومارشه، نمایش‌نامه نویس و حامی واقعی استقلال آمریکا، اسلحه و مهمات را برای مستعمرات ارسال کرد. دین همچنین به‌طور غیرمستقیم طرح جیمز آیتن (جان نقاش) اسکاتلندی را برای تخریب انبارها و اسکله‌های نیروی دریایی سلطنتی در پورتسموث و پلیموث انگلستان، به نمایندگی از انقلاب قاره‌ای تأییدکرد.
پس از ورود بنجامین فرانکلین و آرتور لی به پاریس در دسامبر ۱۷۷۶، طی دستورهایی از سوی کنگره که آن سه نفر را نماینده دیپلماتیک در فرانسه منصوب می‌کرد، جایگاه دین به رسمیت شناخته شد. دین چندین نیروی نظامی خارجی از جمله لافایت، بارون یوهان دی کالب، توماس کانوی، کازیمیر پولاسکی و بارون فون اشتویبن را به خدمت گرفت. به دلایل مختلف، بسیاری از افسران خارجی در آمریکا بدنام بودند و بسیاری در کنگره دین را به‌خاطر رفتار آنها سرزنش می‌کردند که این امر باعث شد در ۸ دسامبر ۱۷۷۷ او را برکنار کنند.
در ۶ فوریه ۱۷۷۸، دین و سایر مأموران دولت، قراردادهای مودت و تجارت و اتحاد را امضاء کردند و رسماً اتحاد میان فرانسه و مستعمرات آمریکا را ایجادکردند.

## اتهامات در کنگره
در ۴ مارس ۱۷۷۸، دین نامه‌ای از جیمز لاول دریافت کرد که حاوی حکم برکناری او از سوی کنگره بود. لاول تنها به ارائه گزارشی به کنگره در مورد امور اروپا اشاره کرد و دین کاملاً توقع داشت که ظرف چند ماه به پاریس بازگردانده شود. فرانسه دین را سوار بر یک کشتی جنگی به خانه فرستاد. لویی شانزدهم نیز پرتره‌ای با قابی از جنس الماس به دین تقدیم کرد و ورگنس و فرانکلین هر دو برایش تقدیرنامه نوشتند.
دین در ۱۴ ژوئیه ۱۷۷۸ به فیلادلفیا رسید و هنگامی که کنگره بر اساس گزارش‌های همکارش آرتور لی او را او را به فساد مالی متهم کرد، شوکه شد. از آنجا که دین دفاتر حساب خود را در پاریس رها کرده بود، نه قادر بود به درستی از خود دفاع کند و نه به دنبال جبران پولی بود که برای تهیه تجهیزات در فرانسه مصرف کرده بود. (در حالی که دین منتظر سخنرانی در کنگره بود، نزد بندیکت آرنولد که به تازگی به عنوان قومندان نظامی فیلادلفیا منصوب شده بود، ماند)
در یک مباحثه طولانی و تلخ بر سر اتهامات، جان جی در مقابل کنگره از دین دفاع کرد. او در نشریه پنسیلوانیا پاکت مورخ ۵ دسامبر ۱۷۷۸ یک دفاعیه عمومی با عنوان سخنان سیلاس دین خطاب به شهروندان آزاده و با فضیلت آمریکا منتشر کرد که در آن به آرتور لی، سایر اعضای خاندان لی و همکاران آنها حمله کرد. برادران آرتور، ریچارد هنری لی و فرانسیس لایت‌فوت لی، هر دو اتهامات دین را افترا آمیز و موجب آسیب به انقلاب آمریکا خواندند. در ۱۴ ژانویه ۱۷۷۹، دین در نشریه پنسیلوانیا پاکت به ادعاهای آنها پاسخ داد و فهرستی از هشت کشتی را ارائه کرد که در نتیجه تلاش‌های او، همراه با تدارکات از فرانسه رهسپار شده بودند. کنگره ۱۰۰۰۰ دلار را با پیسه کم‌ارزش‌شده قاره‌ای به عنوان غرامت به او پیشکش کرد، اما دین معتقد بود که این مبلغ بسیار کم است و از دریافتش امتناع کرد. دین در سال ۱۷۸۰ اجازه یافت تا به پاریس بازگردد و امور خود را حل و فصل کند و اسناد مورد مناقشه را جمع‌آوری کند. او در بدو ورود متوجه شد که از نظر مالی تقریباً نابود شده‌است زیرا ارزش سرمایه‌گذاری‌هایش به شدت افت کرده بود و برخی از کشتی‌هایی که حامل اجناس او بودند، توسط انگلیسی‌ها توقیف شده‌بود.
در مارس ۱۷۸۱، پادشاه جرج سوم درخواست لرد نورث را مبنی بر رشوه دادن به دین برای جذب او به عنوان یک جاسوس و نفوذ در کنگره پذیرفت. با این حال، در اواسط ژوئیه، پس از این که پادشاه نامه‌های فاش‌شده را مطالعه کرد که در آن دین وضعیت نظامی مستعمرات را نا امیدکننده توصیف می‌کرد و پیشنهاد نزدیک شدن به بریتانیا را در آن مطرح کرده بود، برنامه خود را لغو کردند.

## ارجاعات
1. ↑  Davidson & Lytle 1992.
2. 1 2 3 4  Covart 2014.
3. ↑  Van Vlack 2013, pp. 41–42.
4. ↑  Baker 2014, p. 63.
5. ↑  Baker 2014, p. 64.
6. ↑  "Wethersfield, CT, and Onions بایگانی‌شده  در ۵ ژانویه ۲۰۱۳ توسط Archive.today", Yankee Magazine, August 1993
7. ↑  Paul 2009.
8. ↑  Warren 2005.
9. ↑  Schaeper 2011, pp. 84–86.
10. 1 2  Flemming 2007, pp. 58–59.
11. ↑  Dick, Jimmy (October 28, 2013). "Silas Deane: Forlorn and Forgotten Patriot". Journal of the American Revolution.
12. ↑  Baker 2014, p. 67.
13. ↑  Schaeper 2011, p. 114.
14. 1 2  Baker 2014, pp. 67–68.
15. ↑  Schaeper 2011, pp. 210–211.
16. ↑  Baker 2014, pp. 66–67.
17. ↑  Lefer 2013, p. 202.
18. ↑  Chorlton 2011, p. 68.
19. 1 2  The Deane Papers Volume III: 1778–1779. New York: New York Historical Society. 1889. pp. 66–78, 239–244, 280–281.
20. ↑  Schaeper 2011, p. 211.
21. ↑  The Deane Papers Volume IV: 1779–1781. New York: New York Historical Society. 1890. pp. 502–518.